# Корозійна активність
Корозі́йна акти́вність води́ — показник, що оцінюється за концентрацією кисню, індексом насиченості води карбонатом кальцію, сумарною концентрацією хлоридів і сульфатів. Корозійна активність води прямо залежить від її твердості. Чим вища твердість води, тим вища її корозійна активність.
Для зниження корозійної активності води застосовуються два способи:
- фізичний — видалення агресивних газів шляхом дегазації.
- хімічний — зв'язування агресивних компонентів хімічними реагентами. До хімічного способу відносять використання інгібіторів корозії

У системах опалення корозійні процеси відбуваються більш інтенсивно, тому застосування вище перерахованих методів є недостатнім. В наш час[коли?] широко застосовується обробка води, що підводить до радіатора, силікатом натрію. При цьому на поверхні батареї опалення утворюється захисна плівка.
Відомо також, що при хлоруванні води утворюється гіпохлоритна кислота HClO яка взаємодіє з залізом, утворюючи розчинні солі, що підвищує корозійну активність такої води.